# Alexander Patuzzi
Alexander Eduard Johann Joseph Patuzzi (* 11. März 1813 in Wien; † 10. April 1869 ebenda) war ein österreichischer Schriftsteller.

## Leben
Patuzzi entstammt einer italienischen Familie, die sich in Wien niedergelassen hatte. Er erhielt seinen ersten Unterricht im Elternhaus, bevor er sieben Jahre im gräflich Löwenburgischen Konvikt ausgebildet wurde. An der Universität Wien nahm er ein Studium der Medizin auf, das er zugunsten einer Beschäftigung im Buchhandel aufgab. Nach mehreren kurzen Anstellungen war er Gehilfe beim Verleger Karl Kollmann in Leipzig. Mit diesem überwarf er sich. Er begab sich auf Wanderschaft durch die deutschen Lande, die Schweiz, Italien und Österreich.
Patuzzi ließ sich zwischenzeitlich in Ulm im Königreich Württemberg nieder. Dort gehörte er zu den Redaktionen der Schnellpost und dann der Chronik. In diese Zeit fallen eine Reihe von Veröffentlichungen. Ende der 1840er-Jahre kehrte er nach Wien zurück, ging 1850 als Redakteur der Landeszeitung nach Graz, bevor er 1851 wieder nach Wien kam. Im Sardinischen Krieg 1859 wirkte er als Kriegsberichterstatter in Italien.
Patuzzi fiel mehrmals durch Plagiate auf.
Patuzzi wurde auf dem Sankt Marxer Friedhof beigesetzt.

## Werke (Auswahl)
- Bunte Reihe deutscher Original-Novellen der beliebtesten Erzähler neuester Zeit, Verlags-Comptoir, Grimma 1840.
- Des Wanderers Pilgerfahrt und Heimkehr. Liederkranz, Nebling, Ulm 1841.
- Die beiden Bürgermeister von Ulm, Ulm 1843.
- Schwäbische Sagen-Chronik, Heerbrandt, Ulm 1844.
- Der Thron von Würtemberg, Hitz, Chur 1848.
- Geschichte Oesterreichs, 2 Bände, Wenedikt, Wien 1865.
- Geschichte der Päpste, Wenedikt, Wien 1868.